# M. George Craford
Magnus George Craford (* 29. Dezember 1938) ist ein US-amerikanischer Physiker und führender Entwickler auf dem Gebiet der Leuchtdioden.
Craford erwarb 1961 einen Bachelor an der University of Iowa und 1967 einen Ph. D. an der University of Illinois at Urbana-Champaign. Im Laufe seiner Karriere arbeitete er in führender Position in der Entwicklung der LEDs für die Monsanto Company, für Hewlett Packard Enterprise und Lumileds Lighting, ein Gemeinschaftsunternehmen von Agilent Technologies und Philips.
Craford ist vor allem für seine Beiträge zur Erforschung, Entwicklung und Herstellung von Leuchtdioden (LED) im Bereich des sichtbaren Lichts bekannt. So entwickelte er die ersten gelben LED und konnte die Leuchtkraft roter LED verzehnfachen. Weitere Entwicklungen waren die jeweils hellsten roten, orangefarbenen und bernsteinfarbenen LED auf der Basis von Aluminiumgalliumindiumphosphid mit einer Leuchtleistung von über 100 Lumen/Watt. Craford und Mitarbeiter konnten die Massenproduktion von LED auf Basis der metallorganischen chemischen Gasphasenabscheidung profitabel gestalten. Die Entwicklung von weißen LED mit großer Helligkeit im gesamten Bereich des sichtbaren Lichts ermöglichte das Ersetzen klassischer Glühbirnen durch LED-basierte Leuchtmittel.
M. George Craford ist seit 1994 Mitglied der National Academy of Engineering. Er erhielt zahlreiche Auszeichnungen, darunter 1995 den IEEE Morris N. Liebmann Memorial Award, 1997 den Welker Award, 1999 die Materials Research Society Medal, 2002 die National Medal of Technology and Innovation, 2015 den Charles-Stark-Draper-Preis, 2017 die IEEE Edison Medal und 2021 den Queen Elizabeth Prize for Engineering. 2014 wurde er in die University of Illinois Engineering Hall of Fame aufgenommen.